# ژوزه ریبیرو
ژوزه ریبیرو (پرتغالی: José Ribeiro؛ زادهٔ ۲ نوامبر ۱۹۵۷) بازیکن فوتبال اهل پرتغال بود.
از باشگاه‌هایی که در آن بازی کرده‌است می‌توان به باشگاه ورزشی فارنسی، باشگاه ورزشی اولیاننسه، باشگاه فوتبال آمورا، باشگاه فوتبال ویتوریا ستوبال، باشگاه فوتبال آکادمیکا، باشگاه فوتبال بوآویشتا، و باشگاه فوتبال ویتوریا گیماریش اشاره کرد.
وی همچنین در تیم‌های ملی فوتبال زیر ۲۱ سال پرتغال و پرتغال بازی کرده‌است.